# Wadi asz-Szalif
Wadi asz-Szalif, Wadi ash-Shalīf, وادي الشلف, fr. Oued Chéliff, Oued Chélif, najdłuższa rzeka Algierii; długość 700 kilometrów (od źródeł Wadi at-Tawil, w Atlasie Saharyjskim), dorzecze 35 tysięcy kilometrów kwadratowych; przepływa Wyżynę Szottów, uchodzi do Morza Śródziemnego; przełamuje się przez Atlas Tellski; duże wahania stanu wód; wykorzystywana do nawadniania; w środkowym biegu elektrownia wodna.